# Silmäjärvet
Silmäjärvet är en sjö i Kiruna kommun i Lappland och ingår i Torneälvens huvudavrinningsområde. Sjön har en area på 0,115 kvadratkilometer och ligger 431,1 meter över havet.

## Delavrinningsområde
Silmäjärvet ingår i det delavrinningsområde (758120-177172) som SMHI kallar för Ovan 757746-177048. Medelhöjden är 439 meter över havet och ytan är 15,41 kvadratkilometer. Det finns inga avrinningsområden uppströms utan avrinningsområdet är högsta punkten. Riikasjoki som avvattnar avrinningsområdet har biflödesordning 4, vilket innebär att vattnet flödar genom totalt 4 vattendrag innan det når havet efter 378 kilometer. Avrinningsområdet består mestadels av skog (35 procent) och sankmarker (60 procent). Avrinningsområdet har 0,79 kvadratkilometer vattenytor vilket ger det en sjöprocent på 5,1 procent.